# Vassílis Adámou
Vassílios Adámou (grec moderne : Βασίλειος Αδάμου), souvent appelé Vassílis Adámou (grec moderne : Βασίλης Αδάμου), né le 31 juillet 1989, est un coureur cycliste chypriote. Il a notamment remporté les championnats de Chypre de la course en ligne et contre-la-montre en 2009 et 2010.

## Biographie
Adámou commence sa carrière en 2007 en remportant notamment, en catégorie junior, les deux épreuves des championnats de Chypre sur route. En 2008, il se joint à l'équipe continentale A-Style Somn avec plusieurs autres cyclistes de son pays. En 2009, il remporte les deux championnats nationaux sur route, cette fois chez les élites et rajoute le Tour de Yeroskipos ainsi qu'une médaille d'argent au championnat des petits États d'Europe de cross-country.
En 2010, il gagne comme en 2009 les deux championnats nationaux sur route.

## Palmarès sur route
- 2007
  -  Champion de Chypre sur route juniors
  -  Champion de Chypre du contre-la-montre juniors
  - 3e du championnat de Chypre sur route
- 2009
  -  Champion de Chypre sur route
  -  Champion de Chypre du contre-la-montre
  - Tour de Yeroskipos :
    - Classement général
    - 1re étape

  - 2e étape du Mémorial de la Bataille de Crète
- 2010
  -  Champion de Chypre sur route
  -  Champion de Chypre du contre-la-montre
- 2011
  -  Champion de Chypre du contre-la-montre
  - 3e du championnat de Chypre sur route
- 2012
  -  Champion de Chypre sur route

## Palmarès en VTT

### Jeux des petits États d'Europe
- 2009
  -  Médaillé d'argent du cross-country
- 2011
  -  Médaillé d'or du cross-country

### Championnats de Chypre
- 2003
  -  Champion de Chypre de cross-country débutants